# Haematopota hirsuta
Haematopota hirsuta är en tvåvingeart som beskrevs av Alex Fain 1947. Haematopota hirsuta ingår i släktet Haematopota och familjen bromsar.
Artens utbredningsområde är Angola. Inga underarter finns listade i Catalogue of Life.